# Леон Рупник
Леóн Рýпнік (словен. Leon Rupnik; 10 серпня 1880, Локве, Австро-Угорщина — 4 вересня 1946, Любляна, СФРЮ) — югославський і словенський військовий і політичний діяч, дивізійний генерал. 

## Біографія

### Рання кар'єра
Професійний солдат, з 1895 по 1899 рік  навчався у військовій піхотній академії в Трієсті і здобув вищу освіту. Його навчання тривало в Відні з 1905 по 1907 рік. Після Першої світової війни він приєднався до Югославської королівської армії в травні 1919 року. Коли 6 квітня 1941 року вермахт вдерся до Королівства Югославії, Рупнік був начальником штабу 1-ї групи армій.

### Лінія Рупніка
Після того, як Третій Рейх і Королівство Італія сформували альянс Осі, Королівство Югославія вирішило побудувати лінію фортець уздовж кордонів, щоб захистити себе від можливих нападів з півночі та заходу. Будівництво в основному здійснювалося на кордоні з Італією в Дравській бановині. Лінія була спочатку укомплектована гарнізоном в 15 000 солдатів, але до 1941 року кількість збільшилася до 40 000. Оскільки Рупнік відповідав за зведення укріплень, «Лінія Рупніка» стала загальною назвою для цих укріплень.
Оборона була побудована за зразками французької лінії Мажино і чехословацьких прикордонних укріплень, адаптованих до місцевих умов. Після вторгнення в Югославію 6 квітня 1941 року була готова лише невелика частина укріплень, і вермахт швидко прорвав лінію.

### Співпраця з німцями
Після швидкого розгрому югославської армії Рупнік був звільнений з німецької військової в'язниці і переїхав в окуповану Італією Південну Словенію (відому як Люблінська провінція) 17 квітня 1941 року. 7 червня 1942 року він прийняв посаду президента Провінційної ради Любляни, замінивши Юро Адлешича як мера під італійською окупацією. Після укладення Італією перемир'я з союзниками в вересні 1943 року Любляна була окупована німцями. Фрідріх Райнер, гауляйтер Каринтії, призначив Рупніка головою нового провінційного уряду після консультації з єпископом Грегорієм Рожманом, який погодився з наміром Райнера призначити Рупніка на чолі тимчасового уряду.
5 травня 1945 року втік до Австрії, де незабаром був схоплений британськими солдатами, переправлений назад до Югославії і страчений.

## Звання
- Фенріх (1899)
- Лейтенант (1 листопада 1900)
- Обер-лейтенант (1 травня 1906)
- Гауптман (1 листопада 1913)
- Майор (21 травня 1919)
- Підполковник (1 березня 1923)
- Полковник (28 червня 1927)
- Дивізійний генерал (31 грудня 1937)

## Нагороди
- Ювілейний хрест
- Пам'ятний хрест 1912/13
- Хрест «За військові заслуги» (Австро-Угорщина) 3-го класу з військовою відзнакою — нагороджений двічі (2 листопада 1914 і 6 червня 1915).
- Хрест «За вислугу років» (Австрія) для офіцерів (липень 1915)
- Орден Залізної Корони 3-го класу (грудень 1915)
- Орден Леопольда (Австрія), лицарський хрест (11 лютого 1918)
- Залізний хрест 2-го класу
- Орден Білого Орла 4-го ступеня (1920)
- Орден Святого Савви 4-го ступеня (1922)
- Орден Зірки Карагеоргія 4-го ступеня (1928)
- Орден Корони (Югославія)
  - 4-го ступеня (1930)
  - 3-го ступеня (1933)
  - 2-го ступеня (1936)